# The London Boys
The London Boys è un brano musicale scritto dall'artista inglese David Bowie e pubblicato su 45 giri il 2 dicembre 1966 come lato B di Rubber Band.

## Il brano
The London Boys dimostra una raggiunta padronanza del ritmo e della dinamica da parte del cantante che con voce catatonica si rivolge ad un diciassettenne arrivato a Londra dopo aver lasciato la famiglia. Alcuni hanno suggerito che si tratti di una ragazza, altri che si possa trattare dello stesso David, che dopo essere entrato in contatto con i giovani disadattati della grande città si rende conto che la scelta di una vita dissoluta lo sta lasciando più solo di quanto non fosse prima.
La voce rauca e stanca, accompagnata da un organo Hammond e dagli stessi strumenti da camera di Rubber Band che qui diventano particolarmente "spettrali", analizza il rovescio della medaglia della cosiddetta Swinging London della metà degli anni sessanta e conclude con un finale desolato:
Nel febbraio 1966, nella prima intervista concessa a Melody Maker per pubblicizzare l'uscita di Can't Help Thinking About Me, David Bowie aveva fatto riferimento a The London Boys citandola col suo titolo originario: «Si chiama Now You Have Met the London Boys, parla di pillole e in generale sminuisce la scena della vita notturna londinese... Funziona molto bene sul palco e un sacco di fan mi dicevano che avrei dovuto pubblicare un disco».

## Registrazione
La prima incisione del brano era stata effettuata alla fine del 1965 agli studi della Pye Records, insieme a The Lower Third in cui Bowie militava in quel periodo. L'idea del produttore Tony Hatch era di farla uscire già allora come singolo ma la scelta cadde poi su Can't Help Thinking About Me. La versione definitiva venne registrata più o meno un anno dopo, nella stessa sessione di Rubber Band di cui sarebbe stata il lato B.
La stessa cosa era inizialmente prevista anche per il 45 giri statunitense ma la Decca Records fece obiezioni sui riferimenti alla droga e decise di rimpiazzare la canzone con la sentimentale e innocente There Is a Happy Land.
Nel 1973, durante le sessioni di Pin Ups, Bowie prese in considerazione l'idea di effettuare una nuova registrazione di The London Boys e di inserirne un verso tra una traccia e l'altra, creando una sorta di autoritratto in musica che rievocasse il sound della sua giovinezza, ma il progetto fu abbandonato.

## Formazione
- David Bowie - voce, chitarra
- Derek "Dek" Fearnley basso
- John Eager batteria
- Derek Boyes tastiere
- Chick Norton - tromba

## The London Boysdal vivo
Il brano faceva parte delle scalette dal vivo già prima della sua pubblicazione e David continuò ad eseguire The London Boys con i Buzz fino alla fine dell'anno. Dopo circa trent'anni riapparve nel set di brani acustici che il cantante cominciò a provare per lo special radiofonico della BBC ChangesNowBowie del 1997, ma fu abbandonato prima di superare la fase delle prove. Venne infine riproposto nei concerti del 19 giugno 2000 alla Roseland Ballroom di New York e al BBC Radio Theatre di Londra.

## Pubblicazioni
The London Boys venne nuovamente pubblicata su 45 giri nel maggio 1975, in questo caso come lato A, in Francia e nel Regno Unito con Love You Till Tuesday come lato B.
Oltre che nella colonna sonora del video Love You Till Tuesday, registrato nel 1969 ma pubblicato solo nel 1984, si trova nelle seguenti raccolte:
- The World of David Bowie (1970)
- Images 1966-1967 (1973)
- Starting Point (1977)
- Profile (1979)
- Another Face (1981)
- David Bowie: The Collection (1985)
- The Gospel According to David Bowie (1993)
- London Boy (1995)
- The Deram Anthology 1966-1968 (1997)

Nei bootleg Still Hunky Dory e Toys From the Attic sono presenti le versioni live eseguite nel giugno 2000 alla Roseland Ballroom e alla BBC.
Una nuova versione di The London Boys venne registrata nel 2000 in previsione del suo inserimento nell'album Toy, pubblicato nel 2021.

## Cover
Cover di The London Boys sono state eseguite da Des de Moor e Russell Churney nell'album tributo Darkness and Disgrace (2003) e da Marc Almond in Stardom Road (2007).